# Denudace
Denudace je oborový termín z exogenní geologie a také z oboru lékařství.
Obecně se denudací nazývá soubor pochodů, které vedou ke snižování (zarovnávání) zemského povrchu, a tedy snižování nadmořské výšky a výškových rozdílů v terénu. Tento soubor pochodů je složen z odnášení rozrušených hornin jako důsledku působení větru, mrazu, vody a dalších erozních vlivů. Jinými slovy je to soubor pochodů, které obnažují podložní pevné horniny. Denudace zahrnuje zvětrávání, gravitační přesuny hmot (v podstatě svahové pohyby) a erozi.
Profesor Petránek definuje denudaci jako „souhrn pochodů vedoucích k celkovému snížení zemského povrchu (tj. zvětrávání, eroze a odnos). Někde je denudace chápána jako synonymum eroze.“
Denudaci dělíme v geologii na:
- mechanickou
- chemickou.

V medicíně:
denudace (z lat. nudus nahý) – obnažení, sloupnutí, odhalení. 